# Yanchuan
Yanchuan (en chino, 延川; pinyin, Yánchuān) es un condado  bajo la administración directa de la Prefectura Yan'an en la Provincia de Shaanxi, República Popular China.  Su área es de 1983 km² y su población total para 2010 superó los 168 mil habitantes.

## Administración
Desde julio de 2020, el  Condado Yanchuan se divide en 8 pueblos que se administran en 1 subdistrito y 7  poblados.